# Eupeodes flaviceps
Eupeodes flaviceps är en tvåvingeart som först beskrevs av Camillo Rondani 1857.  Eupeodes flaviceps ingår i släktet fältblomflugor, och familjen blomflugor.
Artens utbredningsområde är Italien. Arten har ej påträffats i Sverige. Inga underarter finns listade i Catalogue of Life.